# Богуновић (презиме)
Богуновић је српско презиме, патроним настао од Богуна Немањића, то јест имена Богун, Богуновић је једина позната породица коју „мушку лозу“ води директно од племићког рода Немањића. Може се односити на следеће особе:
- Милош Богуновић, српски фудбалер
- Милош С. Богуновић, четнички командант
- Бранко Богуновић, четнички командант.[1]
- Никанор Богуновић (фл. 1778–83), српски православни епископ у Далмацији.[2]
- Владимир Богуновић, српски академик.[3]
- Горан Богуновић, хрватски рукометаш

## Антропологија
Патроним де Богун помиње се у Дубровачкој Републици у периоду 1383–1403; помиње се породица Cattaro (Котор) (Andruschus Lauriçe de Bogun dictus Nemagna). У Шибенику је постојала стара православна породица Богуновића (1898). Постоји велико српско братство Богуновиће са 396 кућа и 22 презимена, са славом Светог Јована (1925). У Лици, Хрватска, Богуновића је било 79 кућа у 8 насеља (1925). Богуновића је било у граду Дрвару и селима Бастаси и Шиповљани, у западној Босни и Херцеговини (БиХ), забележено 1948. године Породица Богуновић у Вогошћи, пореклом из Босанске Дубице (1967). Породица Богуновић живела је у Банатском Карађорђеву (1968). Људи са овим презименом живе у Београду.